# Roccarainola
Roccarainola est une commune italienne de la ville métropolitaine de Naples, dans la région Campanie.

## Administration
| Période                                  | Période | Identité | Étiquette | Qualité |
| ---------------------------------------- | ------- | -------- | --------- | ------- |
|                                          |         |          |           |         |
| Les données manquantes sont à compléter. |         |          |           |         |

### Hameaux
Gargani, Piazza, Sasso, Rione Fellino, Polvica

### Communes limitrophes
Arienzo, Arpaia, Avella, Cervinara, Cicciano, Forchia, Nola, Paolisi, Rotondi, San Felice a Cancello, Tufino